# 1867 na música

## Nascimentos
| Data        | Nome             | Profissão  | Nacionalidade | Observações | Ref |
| ----------- | ---------------- | ---------- | ------------- | ----------- | --- |
| 25 de Março | Arturo Toscanini | maestro    | Itália        | m. 1957     |     |
| 27 de Julho | Enrique Granados | compositor | Espanha       | m. 1916     |     |

## Mortes
| Data | Nome | Profissão | Nacionalidade | Observações | Ref |
| ---- | ---- | --------- | ------------- | ----------- | --- |